# 亞瑟湖 (托羅佩茨區)
56°34′1″N 31°40′18″E / 56.56694°N 31.67167°E
亞瑟湖（俄语：Яссы），是俄羅斯的湖泊，位於該國西北部特維爾州，由托羅佩茨區負責管轄，長4.52公里、寬2.51公里，面積4.56平方公里，海拔高度179.5米。